# شایو

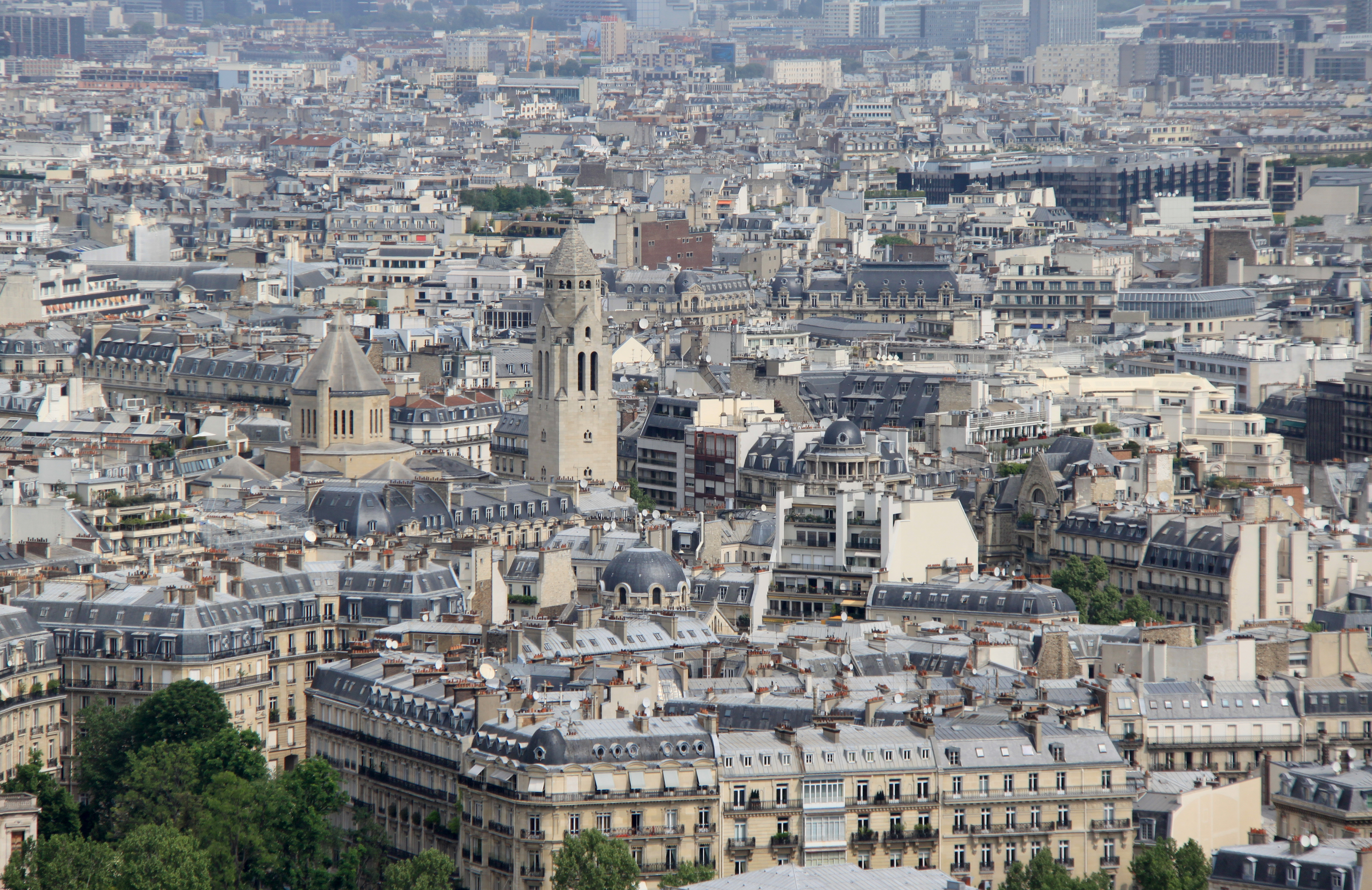
شایو

شایو (به فرانسوی: Chaillot) منطقه‌ای در منطقهٔ شانزدهم شهر پاریس، فرانسه است که در سمتِ راستِ (la Rive Droite) رود سِن واقع شده‌است. شایو از سال ۱۸۶۰ بخشی از شهر پاریس بوده‌است. مارسل پروست در شایو جان سپرد. موزه گیمه و کاخ گالیرا در این منطقه قرار دارند.

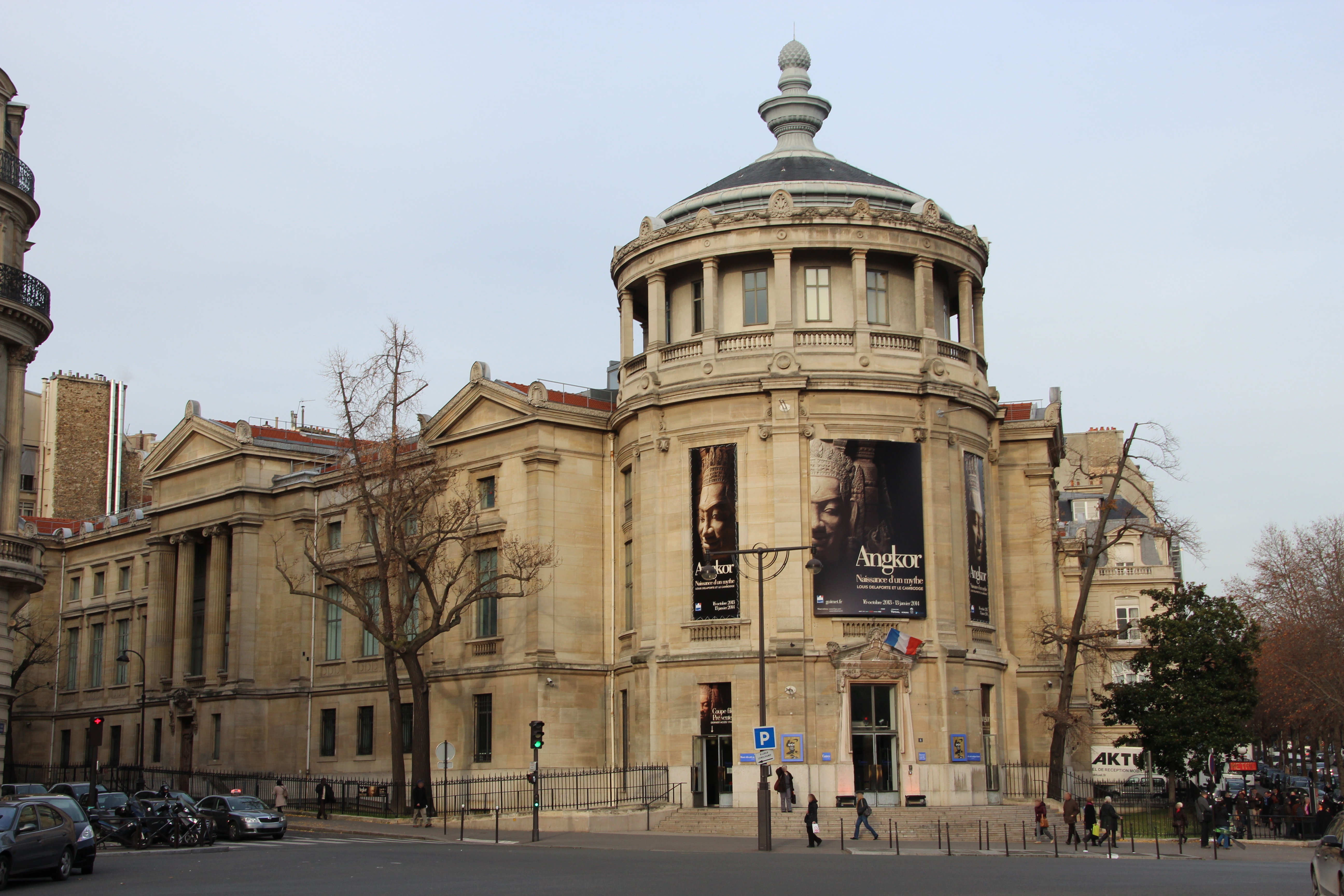
موزه گیمه
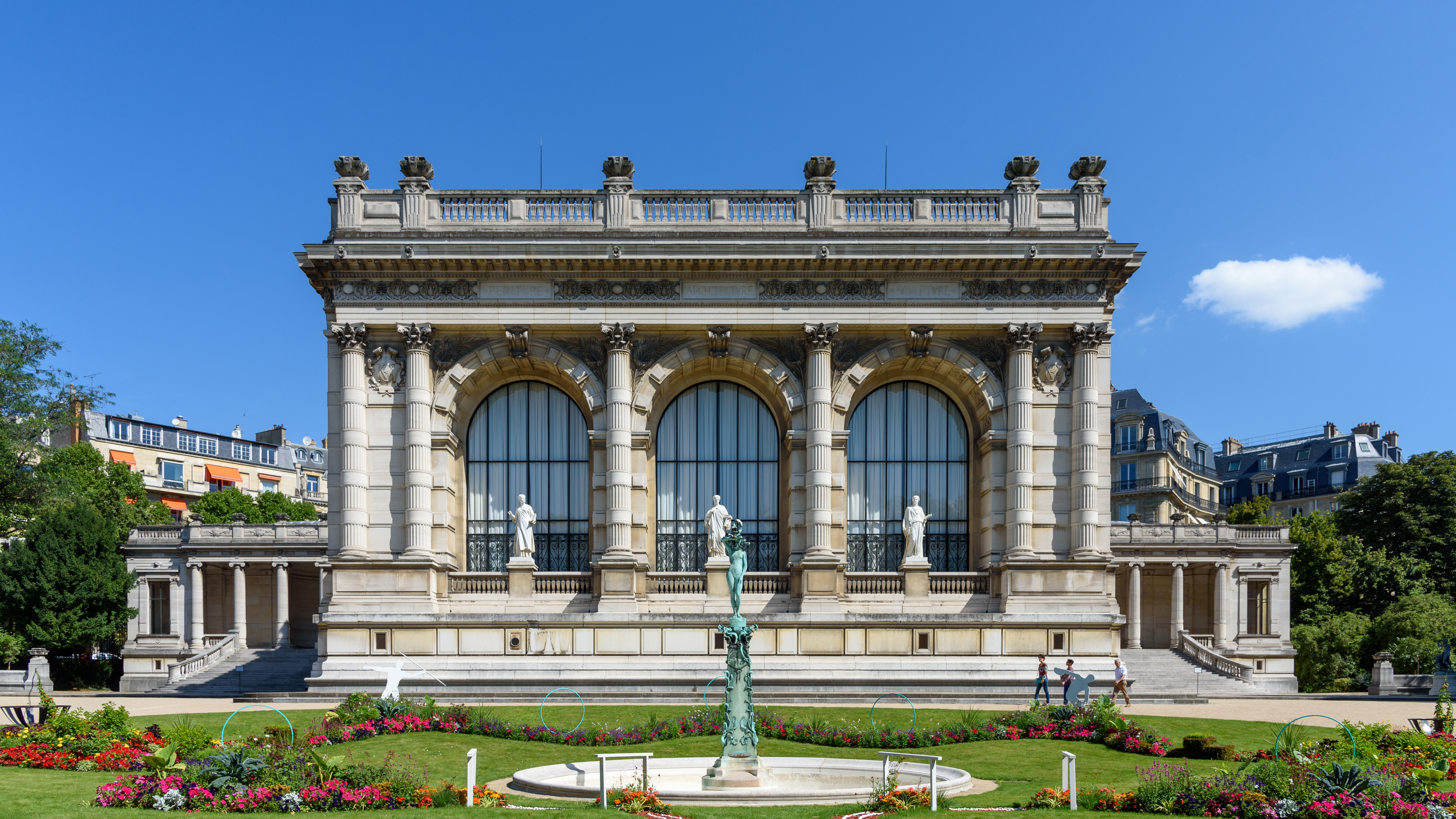
کاخ گالیرا